# Richard Goodwin Keats

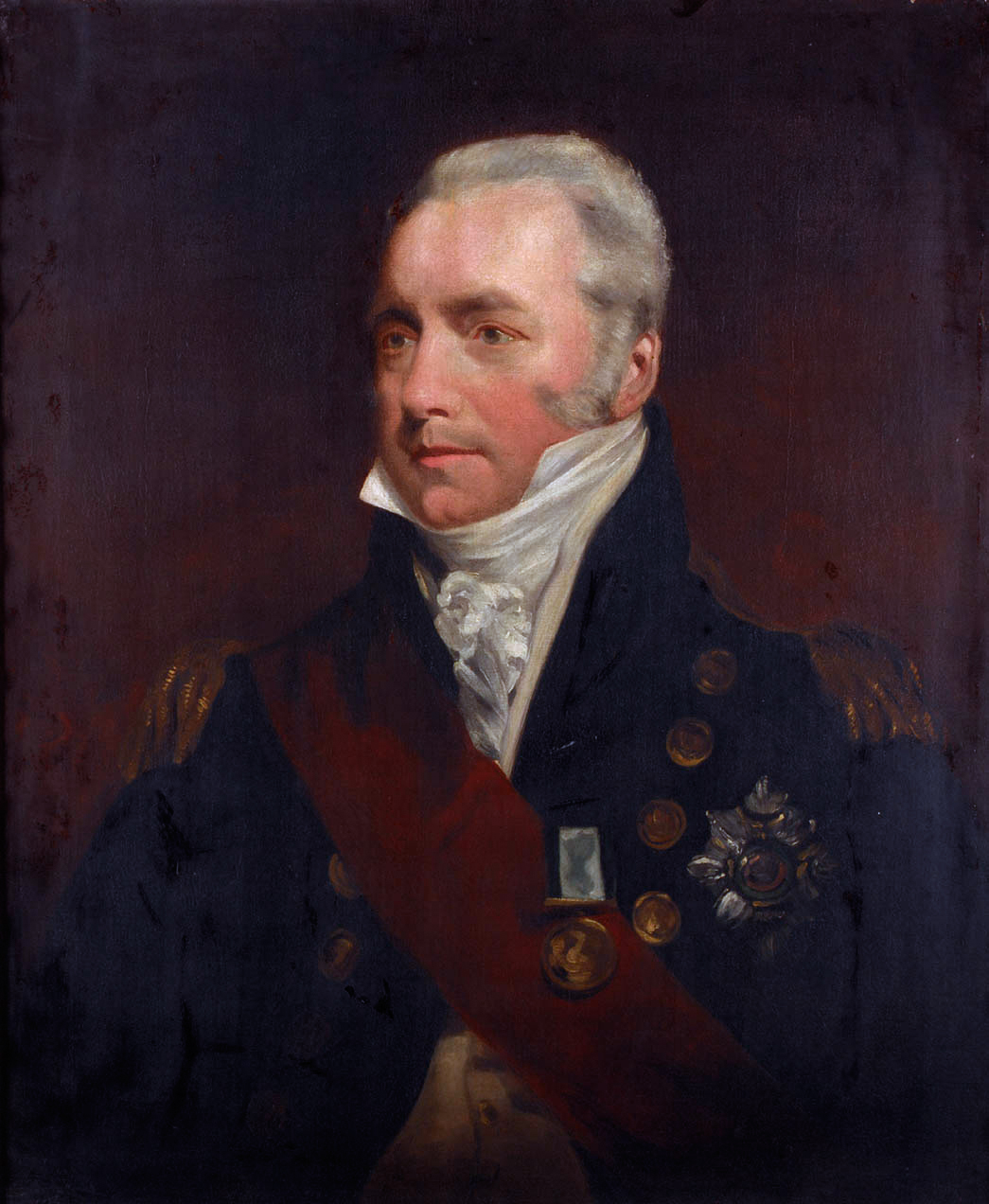
Richard Goodwin Keats

Richard Goodwin Keats (Chalton, 16 de Janeiro de 1757 – Londres, 5 de Abril de 1834) foi um oficial da marinha britânica que participou das Revolução Americana, Guerras revolucionárias francesas e Guerras Napoleónicas. Em 1812, retirou-se da vida militar activa devido a problemas de saúde e foi nomeado para Comodoro-Governador da Terra Nova e Labrador entre 1813 e 1816. Em 1821, foi indicado para Governador do Hospital de Greenwich, em Londres. Keats ficou neste cargo até à sua morte, em Greenwich, em 1834. Keats é recordado por ser um oficial competente e respeitado. As suas acções na Campanha de Algeciras tornaram-se lendárias.